# フィリップ・ルロワ
フィリップ・ルロワ（Philippe Leroy  本名：Philippe Leroy-Beaulieu, 1930年10月15日 - 2024年6月1日）は、フランス・パリ出身の俳優。時には本名のフィリップ・ルロワ＝ボリュー名義でクレジットされることもあった。片仮名表記ではフィリップ・ルロアやフィリップ・ルロイ、フィリップ・リロイと記されることもある。身長183センチ。女優のフィリッピーヌ・ルロワ＝ボリューは実娘。

## 経歴
1960年頃から2010年代末まで映画やテレビ映画、テレビ・シリーズに出演した。ジョゼ・ジョヴァンニ原作、ジャック・ベッケル監督の刑務所脱獄物『穴』（1960年）の密告者、『黄金の七人』（1965年）と続編の『続・黄金の七人/レインボー作戦』（1966年）の主犯である｢教授｣役で知られ、『北京の55日』（1963年）といった欧州で撮影されたハリウッド映画にも脇役出演した。『女性上位時代』（1968年）や『ニキータ』（1990年）等の話題作にも出演している。
1960年代からはマカロニ・ウエスタンにも出演し、ティント・ブラス監督の『ヤンキー』（1966年/未ソフト化）では主演を務めた。また、『ハチェット無頼』（1977年/未/DVD）では老け役に挑戦した。
1980年代には降旗康男監督、高倉健主演の日本映画『海へ 〜See you〜』（1988年）にも出演した。パリ・ダカール・ラリーが題材で、『エマニエル夫人』（1974年）のアラン・キュニーも出演していた。また、アントニオ・マルゲリーティ監督のSFテレビ・ミニ・シリーズの大作『スター・レジェンド』（1987年）にもメイン・キャストに配役された。
甘いマスクとニヒルな個性でフランスを中心にヨーロッパ各国の映画に出演し、脇役から主役まで幅広く演じた。
2024年6月1日、イタリアのローマにてその生涯を閉じた。93歳没。

## 主な出演作品
- 穴 Le Trou (1960)
- 史上最大の喜劇 地上最笑の作戦 Il Giorno più corto (1962)
- 北京の55日 55 Days at Peking (1963)
- 恋人のいる時間 Une femme mariée (1964)
- マンドラゴラ La Mandragola (1965)
- 黄金の七人 Sette uomini d'oro (1965)
- 続・黄金の七人 レインボー作戦 Il Grande colpo dei sette uomini d'oro (1966)
- 野生の眼/世紀末猟奇地帯 L'occhio selvaggio (1967)
- 女性上位時代 La matriarca (1968)
- 想い出よ、今晩は! Buona Sera, Mrs. Campbell (1968)
- 男女残酷物語/サソリ決戦 Femina ridens (1969)
- レオナルド・ダ・ビンチの生涯 (1971) テレビミニシリーズ・1972年にNHKで放送
- 暗殺の掟 La Mano spietata della legge (1973)
- 愛の嵐 Il Portiere di notte (1973)
- 風雲児 Il soldato di ventura (1976)
- ルー・サロメ/善悪の彼岸 Al di là del bene e del male (1977)
- 黒の標的 Sono stato un agente C.I.A. (1978)
- お手をどうぞ Qua la mano (1980)
- 男と女II Un homme et une femme, 20 ans déjà (1986)
- 海へ 〜See you〜 (1988) 日本映画
- ふたり Deux (1989)
- ニキータ Nikita (1990)
- カサノヴァ最後の恋 Le Retour de Casanova (1992)
- プロジェクトV（バイオント） 史上最悪のダム災害 Vajont - La diga del disonore (2001)
- サスペリア・テルザ 最後の魔女 La terza madre (2007)